# 沙烏地阿拉伯的尼泊爾人
尼泊爾人，主要是以外勞身份進入沙烏地阿拉伯，大約200000-215000名尼泊爾人以技術工人，半技術工人和非技術勞工在沙烏地阿拉伯工作。

## 勞工問題
根據人權觀察，卡法拉制（保薦制度）使數千名外來工人在沙特受到他們的雇主虐待:如強迫勞動、不支付工資，強行禁閉在工作場所，沒收護照，過長的工作時間。在沙特阿拉伯的尼泊爾使館官員說，大約7萬至8萬尼泊爾人在是在全國最惡劣的條件下工作。